# دانيال فينر
دانيال فينر (بالإنجليزية: Daniel Wiener)‏ هو نحات أمريكي، ولد في 1954 في كامبريدج في الولايات المتحدة.